# Antimonklorid
Antimonklorid är en färglös eller svagt gul kristallinsk massa, som är löslig i etanol, eter, bensen och koldisulfid. Saltet är lösligt i liten mängd vatten och bildar då antimonylklorid (SbOCl) och saltsyra. Antimonklorid suger i luft till sig luftens fuktighet och delikvescerar. Den framställs ur antimontrisulfid, som kokas med saltsyra varvid kloriden sublimerar.
Antimonklorid används inom veterinärmedicinen, men också, på grund av sina etsande egenskaper, för bronsering av järn och stål. Tillsammans med andra salter, som t.ex. magnesiumklorid, kan den användas som betmedel vid färgning av bomull.